# Водники (Нижньосілезьке воєводство)
Водники (пол. Wodniki) — село в Польщі, у гміні Вонсош Ґуровського повіту Нижньосілезького воєводства.
Населення — 98 осіб (2011).
У 1975—1998 роках село належало до Лешненського воєводства.

## Демографія
Демографічна структура станом на 31 березня 2011 року:
|          | Загалом | Допрацездатний вік | Працездатний вік | Постпрацездатний вік |
| -------- | ------- | ------------------ | ---------------- | -------------------- |
| Чоловіки | 51      | 8                  | 36               | 7                    |
| Жінки    | 47      | 10                 | 27               | 10                   |
| Разом    | 98      | 18                 | 63               | 17                   |